# Cilia Erens
Cilia Erens (Haarlem, 16 februari 1946 – Amsterdam, 15 februari 2023) was een Nederlandse geluidskunstenaar. Zij heeft als een van de eerste Nederlandse kunstenaars geëxperimenteerd met geluidswandelingen. Ze woonde en werkte in Amsterdam.

## Leven en werk
In 1976 studeerde Erens af in de Planologie en Sociale Geografie bij de UVA te Amsterdam, maar zij heeft als zodanig nooit gewerkt. Zij begon haar loopbaan bij de radio bij de IKON, NOS en RVU. Vervolgens werkte zij binnen het theater, onder andere bij het gezelschap TENDER, tussen 1980 en 1996. Haar eerste geluidswandeling maakte zij in 1987. Sinds 2001 heeft haar werk zich verbreed binnen de geluidskunst. 

## Werken
- 2015 Time Lapse China
- 2013 Via Dolorosa
- 2010 DNA Vlietzone
- 2007 Oda, een geluidsrelikwie
- 2008 Geluidswerk voor operatiestoelen
- 2005 Silencer
- 2003 Silent Diner
- 2001 Blind Date in Shanghai
- 1998 Transit, een geluidswandeling
- 1987 China Daily

## Voetnoten
1. ↑  overlijdensbericht
2. ↑  Rijksbureau voor Kunsthistorische Documentatie (Cilia Erens)